# Atelornis pittoides
La ghiandaia marina pitta (Atelornis pittoides (Lafresnaye, 1834)) è un uccello della famiglia Brachypteraciidae, endemico del Madagascar.